# Kerry Dixon
Kerry Michael Dixon (Luton, 24 de Julho de 1961), é um ex-futebolista e treinador inglês. 

## Carreira
Dixon iniciou sua carreira no futebol defendendo o Tottenham Hotspur. Apenas uma temporada nas categorias de base e, acabou indo para o inexpressivo Dunstable. Ficou novamente uma temporada, quando acabou sendo contrato pelo Reading, onde estreou profissionalmente. Permaneceu no Reading durante três temporadas, tendo grande destaque, sendo contratado pelo Chelsea, que vivia um momento conturbado em sua história devido a crises financeiras. Sua transferência custou apenas cento e cinquenta mil libras.
Nos Blues viveu seus melhores momentos na carreira. Apesar dos tempos difíceis vividos pelo clube, não conseguindo permanecer na primeira divisão durante muito tempo (tanto que em sua passagem, Dixon conquistou duas vezes o título da segunda divisão inglesa), Dixon conseguiu brilhar. Em sua segunda temporada, conseguiu conquistar a artilharia da primeira divisão, tendo marcado vinte e quatro gols. Ficou no clube durante nove temporadas, conquistando quatro títulos e, se tornando o segundo maior artilheiro da história do clube.
Durante sua passagem nos Blues, também chegou a defender a Seleção Inglesa durante oito oportunidades, marcando quatro gols. Esteve presente na Copa do Mundo de 1986, mas disputou apenas uma partida, contra a Polônia, ainda pela primeira fase. Após o torneio, nunca mais foi convocado para o English Team, mesmo vivendo bom momento no Chelsea.

### Fim de Carreira
Após sair do Chelsea, teve passagens apagadas por clubes, como o Southampton (onde pouco atuou), Luton Town, Millwall, Watford e, por fim, Doncaster Rovers, onde também virou treinador da equipe durante a temporada. Após se aposentar no próprio Doncaster, acabou ficando durante um período afastado, tendo retornado em 2003 para treinar o Hitchin Town, mas sem sucesso. Uma temporada depois, retornou ao Dunstable como treinador, mas novamente, não teve sucesso.

## Títulos
Chelsea
- Campeonato Inglês da Segunda Divisão: 1984 e 1989
- Copa de Membros Ingleses: 1986 e 1990

### Artilharias
- Campeonato Inglês da Terceira Divisão: 1983 (26 gols)
- Campeonato Inglês da Segunda Divisão: 1984 (28 gols)
- Campeonato Inglês da Primeira Divisão: 1985 (24 gols)